# Slepton
Slepton – cząstka będąca supersymetrycznym partnerem leptonu. Jako partner fermionu jest ona bozonem. Nazwy poszczególnych sleptonów tworzy się przez dodanie prefiksu "s-" na początku nazwy cząstki. Mówimy więc o sneutrinach, selektronach, smionach i staonach.
W MSMS jest dziewięć rodzajów sleptonów. Są one kombinacjami superpartnerów lewo- i prawoskrętnych leptonów różnych zapachów (w MSMS nie ma prawoskrętnych neutrin ani odpowiadających im sneutrin).